# Paussus
Paussus – rodzaj chrząszcza z podrodziny Paussinae, rodziny biegaczowatych. Te rzadkie chrząszcze są silnie przystosowane do bezwzględnie myrmekofilnego trybu życia. Gatunkiem typowym jest P. microcephalus. Do rodzaju Paussus sensu lato zaliczanych jest dziś ponad 300 gatunków, zgrupowanych w około 50 podrodzajach. Znane są z Afryki tropikalnej, południowo-zachodniej i południowo-wschodniej części krainy palearktycznej, oraz Madagaskaru.

## Morfologia
Do rodzaju Paussus należą małe, smukłe chrząszcze. Charakteryzują je miseczkowato poszerzone czułki. Posiadają gruczoły pygidialne, dzięki którym mogą odstraszyć potencjalnego przeciwnika. Mają też zdolność strydulacji, ale obserwowano ją jedynie u drażnionych chrząszczy.

## Biologia
Wszystkie gatunki Paussus są myrmekofilami. Należą do symfili, ponieważ mrówki opiekują się tymi chrząszczami, w zamian otrzymując substancję wytwarzaną przez specjalne komórki gruczołowe, rozmieszczone głównie na czułkach. U P. cucullatus  w poszerzonym czułku znajduje się sześć przewodów wydzielniczych, tworzących jeden duży gruczoł.
O rozwoju Paussus wiadomo bardzo niewiele. Znane są opisy pojedynczych poczwarek i larw.

## Systematyka
W obrębie tego bardzo licznego rodzaju (329 gatunków) wyróżnia się blisko pięćdziesiąt podrodzajów:
- Adamsonipaussus Luna de Carvalho, 1989
  - Paussus (Adamsonipaussus) adamsoni Fowler, 1912 (gatunek typowy)
- Amandopaussus Luna de Carvalho, 1983
  - Paussus (Amandopaussus) burmeisteri Westwood, 1838 (gatunek typowy)
- Amphipaussus Reichensperger, 1950 
  - Paussus (Amphipaussus) aliemis Reichensperger, 1950 (gatunek typowy)
- Anapaussus Wasmann, 1929
  - Paussus (Anapaussus) dama H. Dohrn, 1890 (gatunek typowy)
- Apopaussus Luna de Carvalho, 1982
  - Paussus (Apopaussus) quadratidens Wasmann, 1904
- Bathypaussus Wasmann, 1929
  - Paussus (Bathypaussus) aldrovandii Gestro, 1901
  - Paussus (Bathypaussus) cultratus (Westwood, 1849)
- Batillopaussus Luna de Carvalho, 1982
  - Paussus (Batillopaussus) batillarius Reichensperger, 1933
  - Batillopaussus cochlearius (Westwood, 1838)
- Bicornipaussus H. Kolbe, 1927
  - Paussus (Bicornipaussus) bicornis Wasmann, 1904
- Cochliopaussus H. Kolbe, 1927
  - Paussus (Cochliopaussus) turcicus Frivaldsky von Frivald, 1835
  - Paussus (Cochliopaussus) armicollis (Fairemare, 1899)
- Cornutopaussus H. Kolbe, 1927
  - Paussus (Cornutopaussus) dentifrons Westwood, 1833
- Crenatopaussus Binaghi, 1941
  - Paussus (Crenatopaussus) crenaticornis Raffray, 1886 (gatunek typowy)
- Curtispaussus Luna de Carvalho, 1989
  - Paussus (Curtispaussus) curtisii Westwood, 1864
- Edaphopaussus H. Kolbe, 1920
- Enneapaussus Jeannel, 1946
  - Paussus (Falcopaussus) granulatus (Westwood, 1849)
- Flagellopaussus Luna de Carvahlo, 1981
  - Paussus (Flagellopaussus) favieri Fairmaire, 1851
- Foliopaussus H. Kolbe, 1929
  - Paussus (Foliopaussus) foliicornis Wasmann, 1907
- Globipaussus Luna de Carvalho, 1989
- Haplopaussus H. Kolbe, 1929
  - Paussus (Haplopaussus) kristenseni Reichensperger, 1913
- Ibexipaussus Luna de Carvahlo, 1989
  - Paussus (Ibexipaussus) cerambyx Wasmann, 1904
- Indupaussus Luna de Carvahlo, 1989
  - Paussus pilicornis Donovan, 1804
- Inermipaussus H. Kolbe, 1929
  - Paussus (Inermipaussus) inermis Gerstäcker, 1855
- Katapaussus Wasmann, 1929
  - Paussus (Katapaussus) spinicola Wasmann, 1892
  - Paussus (Katapaussus) thomsoni Reiche in J. Thomson
  - Paussus (Katapaussus) woerdeni (Ritsema, 1875)
- Klugipaussus H. Kolbe, 1927
  - Paussus klugi Westwood, 1838
  - Paussus (Klugipaussus) otini Antoine
- Latipaussus Luna de Carvalho, 1962
  - Paussus desneuxi Fowler, 1912
- Lineatopaussus
  - Lineatopaussus laetus (Gerstäcker, 1867)
- Linneipaussus
  - Paussus linnaei Westwood, 1833
- Malgasipaussus Luna de Carvalho, 1989
- Manicanopaussus
- Paussus Linne, 1775
  - Paussus arabicus Raffray, 1885 [syn. P. brevicornutus Luna de Carvallo, 1973, P. rectidens Wasmann, 1922]
  - Paussus bowringii Westwood, 1850
  - Paussus boysii Westwood, 1845
  - Paussus  brittoni Reichenspenger, 1957
- Scaphipaussus Fowler
- Semipaussus Wasmann, 1919
- Shuckardipaussus
- Spinipaussus
- Spinicoxipaussus
  - Spinicoxipaussus spinicoxis (Westwood, 1850)
- Squamipaussus Luna de Carvalho, 1989
  - Paussus (Squamipaussus) roeri Luna de Carvalho, 1989
- Strombipaussus Luna de Carvalho, 1989
  - Paussus (Strombipaussus) upembanus Luna de Carvalho, 1989
- Teniapaussus Jeannel, 1946
  - Paussus (Teniapaussus) crenaticornis Raffray, 1885
- Trepopaussus